# Politiche sociali del fascismo
Le politiche sociali del fascismo comprendono riforme dei settori della previdenza sociale (come le pensioni di vecchiaia e le assicurazioni contro gli infortuni), assistenza sociale e sanitaria effettuate in Italia dal 1922 al 1943. 

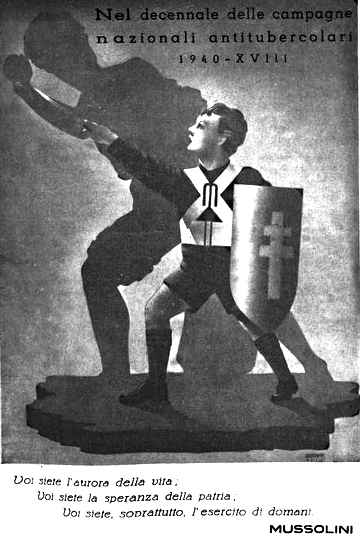
Difesa sociale - Rivista di igiene, previdenza ed assistenza (1940)

In Italia, lo stato sociale, cioè l’insieme di assicurazioni e assistenza pubbliche per rischi quali la vecchiaia, malattia, infortuni, disoccupazione, e invalidità, è nato nell'Ottocento. La sua crescita si è protratta per molti decenni, parallelamente ad analoghi processi di crescita che ebbero luogo negli altri paesi occidentali. Il regime fascista, partendo dalle leggi ed istituzioni introdotte nei decenni precedenti, globalmente estese l'intervento sociale dello stato, ampliò un numero di tutele pubbliche e riorganizzò e rafforzò le istituzioni statali chiamate ad operarle.
In un contesto storico di perdita dei diritti politici, le riforme furono uno strumento di controllo sociale: fornivano benefici il cui accesso era largamente controllato dal partito unico. Il rafforzamento dello stato sociale fu anche una strategia economica fondamentale dello stato totalitario fascista: esso voleva assorbire tutti gli aspetti della vita individuale e sociale nel sistema statale e dittatoriale, per produrre unità nazionale e crescita economica, strumenti della più ampia politica di grandezza e di conquista.
Le valutazioni di queste riforme sono talora controverse, qualora influenzate da prospettive che inducano a esagerarne la portata o sottovalutarne le implicazioni. In un’ottica storica di lungo periodo, le riforme dell’epoca fascista rappresentano la fase di consolidamento dello stato sociale italiano: esse rafforzarono le sue istituzioni e tendenze e ne influenzarono i successivi sviluppi.

## Situazione antecedente: nascita dello stato sociale
Nel corso dell’ottocento, le società europee a più forte crescita economica svilupparono gradualmente politiche e istituzioni pubbliche di assistenza sociale, previdenza e sanità. Questo sviluppo seguì diverse traiettorie, a seconda del ruolo in ciascun paese di organizzazioni caritative religiose, associazioni di mutuo soccorso, istituzioni assicurative obbligatorie o volontarie, e intervento statale.
A cavallo dell’unificazione, le condizioni sociali ed economiche degli italiani (e particolarmente nel meridione) erano tra le più arretrate in Europa. L’assistenza sociale era principalmente fornita dalle Opere Pie legate alla Chiesa; lo Stato aveva un ruolo assistenziale marginale. Nelle regioni più industrializzate le associazioni mutualistiche crebbero significativamente durante la seconda metà dell’800. Alla fine dell’800 lo sviluppo industriale, la crescita della questione operaia e dei partiti di ispirazione socialista, e la riflessione sociale nella Chiesa con l’Enciclica Rerum Novarum del 1893 di Leone XIII alimentarono dibattiti ed attese che promossero ulteriore innovazione politica.
Il ruolo sociale dello Stato cominciò a crescere, seguendo tendenze già in atto in altri paesi Europei ed in particolare in Germania. Riforme settoriali gettarono le fondamenta della sanità pubblica e delle assicurazioni sociali per la vecchiaia e gli infortuni. Nel 1888 la legge sull'igiene e la sanità pubblica diede avvio alla sanità pubblica Lo stato estese il proprio controllo sulle Opere Pie. Nel 1910 nacque la Cassa di maternità obbligatoria, e nel 1912 fu la volta dell'Istituto Nazionale delle Assicurazione (INA).
Durante l’età Giolittiana, un clima di crescita economica e graduale apertura politica favorì ulteriori riforme. Poi, il disastroso impatto sociale del primo conflitto mondiale diede nuovo impulso allo sviluppo dell’assistenza statale, che fu estesa ad un numero maggiore di categorie economiche. Si rilanciò la riflessione sulle riforme, nel mezzo di aspettative crescenti e di forti tensioni sociali che culminarono nel Biennio Rosso. Nel 1919 nacque il sistema della pensione statale per il settore privato, con la fondazione della Cassa Nazionale per le Assicurazioni Sociali. Fu anche introdotto uno tra i primi schemi europei di assicurazione obbligatoria contro la disoccupazione involontaria. L’efficacia delle politiche rimase limitata dalla conflittualità politica, dalle ridotte risorse finanziarie e dalla debolezza della classa politica nello sviluppare una visione sociale adeguata alle profonde fratture e tensioni di quegli anni.
Al di là dei risultati immediati, queste riforme posero ormai lo stato sociale al centro della ricerca politica del consenso pubblico, in un periodo di forte polarizzazione politica, di grandi squilibri economici e di politiche fiscali molto restrittive.

## Le riforme fasciste

### La transizione dal liberismo allo statalismo fascista
Nel 1922 Mussolini arrivò al governo in un periodo di iniziale ripresa economica. Nei primi anni il suo governo, si mosse in continuità con le politiche liberali precedenti. In campo sociale, frenò l’espansione dello stato sociale: cancellò il monopolio statale sulle assicurazioni sulla vita istituito precedentemente, concesse più autonomie agli Istituti Pubblici di Assistenza e Beneficenza (IPAB o ex Opere Pie) nell'assistenza caritativa e introdusse restrizioni all'accesso di mezzadri e coloni all'assicurazione contro invalidità e vecchiaia e ai sussidi di disoccupazione.
«Di fronte al fallimento dell’assicurazione volontaria non rimase allo Stato via di scelta; base necessaria, imprescindibile dell’assicurazione sociale doveva essere l’obbligatorietà.[...] Non Stato-gendarme che isterilisca la sua azione in semplici mansioni di polizia e neppure Stato-provvidenza che soffochi e neutralizzi le feconde iniziative dei singoli, ma Stato Corporativo che, mentre consente la libera affermazione dell'iniziativa individuale, feconda di progresso, interviene, ove questa sia insufficiente o dannosa, nella produzione, distribuzione e redistribuzione della ricchezza nazionale.»

— Giua, 1928, pp. 16-17
«Lo Stato fascista è infatti la società stessa, in quanto politicamente organizzata […]  Per politica sociale noi intendiamo quella organica o totalitaria azione, fissata normativamente, che lo Stato svolge, sia direttamente che indirettamente, agli effetti della propria conservazione e del proprio progressivo sviluppo […]  quali, secondo il legislatore, sarebbero gli interessati cui lo Stato deve affidare, di norma, l’istituzione e la gestione dei mezzi attuanti la politica sociale? Forse ì cittadini singoli? No. Noi li ravvisiamo: a) nella famiglia; b) nell’associazione professionale; c) nelle istituzioni create dalle associazioni professionali, sia singolarmente che pariteticamente; d) negli enti locali; e) nelle opere nazionali parastatali che lo Stato istituisce onde integrare l’opera dei singoli.»

— Giani, 1934, pp. 14, 40
Tra il 1923 e il 1926 ci fu una transizione complessa verso il centralismo statale. Vi giocarono diversi fattori e una forte tensione politica all'interno del partito fascista, tra chi preferiva politiche anti-monopolistiche e chi invece favoriva il ruolo statale e la centralizzazione. Le tendenze stataliste avevano più motivazioni: il desiderio di razionalizzare i costi e migliorare le tutele tramite il controllo statale; la volontà di acquisire credibilità politica presso i lavoratori associando lo stato fascista al rafforzamento delle tutele sociali; e l’interesse per le ingenti risorse finanziarie, prodotte dall'allargamento delle contribuzioni e coperture previdenziali, che potevano essere mobilizzate per fini politici nazionali.
Le tendenza stataliste contrastavano gli interessi del settore assicurativo privato; questo era cresciuto durante i trent'anni precedenti, grazie all'allargamento degli obblighi assicurativi, e resisteva alle idee e alle riforme indirizzate a creare il monopolio assicurativo statale. Alle assicurazioni private si contrapponevano non solo i politici statalisti all'interno del partito, ma anche i dirigenti degli enti pubblici, che crebbero rapidamente in numero, dimensioni ed influenza a seguito delle prime riforme. Al ruolo previdenziale del settore privato si opponevano anche i sindacati fascisti, che volevano che la gestione del sistema previdenziale avvenisse tramite le contrattazioni di categoria. Essi miravano anche a rafforzare il proprio ruolo nella gestione delle mutue di categoria.
Le tendenze stataliste, pur contrastate, finirono per prevalere. Il cambiamento di indirizzo politico insorse tramite il rapido accumularsi di provvedimenti di riforma e non come il frutto di un chiarimento di principi politici. I provvedimenti che marcarono la transizione durante il 1925-1926 furono lo scioglimento della Federazione Nazionale delle Società di Mutuo Soccorso; la creazione dell’INADEL (Istituto nazionale per l‘assistenza ai dipendenti egli enti locali); la fondazione dell’Opera Nazionale Maternità e Infanzia; il conferimento alla Cassa Nazionale Infortuni del monopolio delle assicurazioni anti-infortunistiche del settore pubblico e anche delle imprese che avevano commesse pubbliche. Queste riforme culminarono in un decreto del 1926 che determinava la cessazione di un ampio numero di imprese assicurative private.
Nel frattempo, tra il 1925 e 1926 un complesso di norme passate sotto il nome di leggi fascistissime costituì lo stato autoritario fascista. Nel 1925 il Patto di Palazzo Vidoni tra governo e industriali conferì alle organizzazioni sindacali fasciste l’esclusivo diritto di rappresentanza sindacale, eliminando i sindacati operai. Queste riforme segnarono l’inizio della fase più matura delle politiche sociali fasciste, che estese profondamente l’intervento statale a partire dalla seconda metà degli anni venti.
Le resistenze del settore privato (assicurativo e industriale in genere) continuarono negli anni successivi. Il processo di riforma del settore previdenziale si protrasse per almeno 10 anni, fra incertezze e una miriade di interessi contrapposti. Il governo favorì in misura sempre maggiore la costituzione di grandi enti pubblici per la gestione della previdenza. Sotto la forte pressione sociale generata dalla grande depressione del 1929, i grandi enti furono consolidati con ulteriori provvedimenti nel 1933. Nel 1935 ci fu un ulteriore importante riordino legislativo.

### Le politiche sociali

#### Assicurazioni contro gli infortuni sul lavoro
Le assicurazioni contro gli infortuni erano state introdotte nel 1883 assieme alla Cassa Nazionale di Assicurazione per gli Infortuni (CNAI), e rese obbligatorie nel 1888.
Nel 1933 venne costituito l'Istituto nazionale fascista per l'assicurazione contro gli infortuni sul lavoro (INFAIL) in sostituzione della CNAI e di molti altri istituti del settore. L’INFAIL assunse il monopolio dell’assicurazione obbligatoria contro gli infortuni sul lavoro e le malattie professionali, che era stato sancito nel 1926 (precedentemente esisteva obbligo di assicurazione ma libertà di scelta dell'istituto assicuratore). Nel 1935 l’assicurazione contro gli infortuni venne resa automatica con l’inizio del rapporto di lavoro, fu inclusa l’erogazione di servizi sanitari, l’indennizzo in capitale fu sostituito dalla rendita e fu rafforzata la tutela ai grandi invalidi. Si creò dunque l’impianto di principi che vige tuttora.

#### Assicurazioni di vecchiaia
Le pensioni di vecchiaia erano state introdotte con la Legge 17 luglio 1898, n. 350, che istituiva una Cassa Nazionale di previdenza per la invalidità e per la vecchiaia degli operai, con contributi su base volontaria. Nel 1919 era stata introdotta l'obbligatorietà di assicurazione pensionistica per un'ampia serie di categorie sociali, assieme alla costituzione della Cassa Nazionale delle Assicurazioni Sociali (CNAS). Il governo fascista non introdusse riforme radicali del sistema previdenziale preesistente, ma ne rafforzò l’organizzazione e la gestione e ne ampliò generalmente le tutele e i benefici, specie a ridosso del conflitto mondiale.
Le prime riforme in vigore dal febbraio 1924, attraverso il Regio decreto 30 dicembre 1923, n. 3184 sull'assicurazione obbligatoria contro la invalidità e la vecchiaia per le persone di ambo i sessi, segnarono tuttavia un cambiamento di direzione. La riforma del 1919 aveva previsto un allargamento le categorie soggette alla assicurazione obbligatoria e introdotto nuove categorie (in particolare lavoratori indipendenti) alla assicurazione volontaria. Nel 1923 si restrinse la tutela ai soli lavoratori dipendenti e si esclusero mezzadri, affittuari e coltivatori diretti. Questa riforma, perciò, abbandonò l'avvio di tutele universalistiche e affermò la tendenza occupazionale della previdenza, che sarà ulteriormente consolidata successivamente (vedi sotto).
Nel 1933 la CNAS fu riorganizzata nell’Istituto Nazionale Fascista della Previdenza Sociale (INFPS). L’INFPS divenne un pilastro della politica sociale nazionale, ma ciò non impedì la continuazione e l'ulteriore ampliamento del numero di assicurazioni di categoria gestite da fondi previdenziali speciali.
Tra le misure di rafforzamento delle tutele, nel 1939 vennero introdotte la reversibilità e la riduzione dell’età pensionabile da 65 a 60 per gli uomini e l’introduzione del differente trattamento per le donne (55 anni). Nel 1943, le contribuzioni, prima paritarie, furono portate ai 2/3 a carico dei datori di lavoro e 1/3 per gli assicurati.

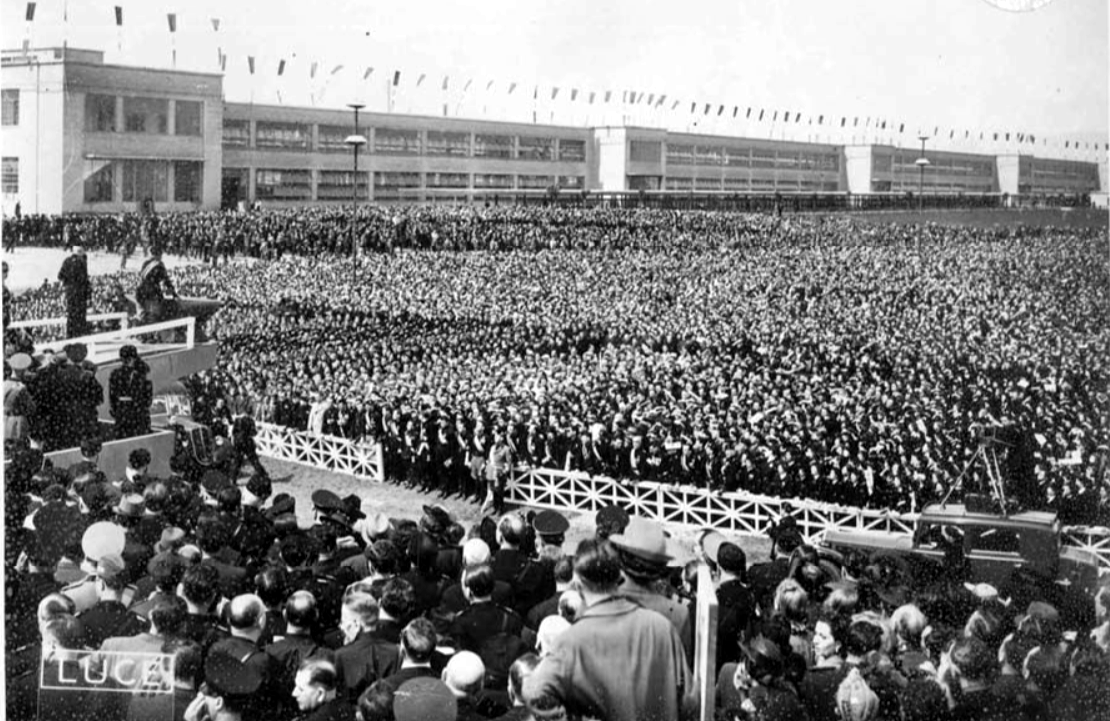
Mussolini parla ai 50.000 operai della FIAT (1939).

#### Assicurazione della disoccupazione
Nel 1919 era stato introdotto uno schema assicurativo molto innovativo e destinato ad un ampio ventaglio di categorie sociali. La riforma fascista del 1923 escluse i lavoratori agricoli dalla tutela (questi costituivano il 50% della forza lavoro, ma l'assicurazione era osteggiata dagli agrari). Essa allargò invece il bacino di impiegati che potevano aderirvi in base al limite di reddito. La legge affidò la gestione del fondo disoccupazione alla CNAS.
Questo schema assicurativo rimase fondamentalmente inalterato per il resto dell'epoca fascista (sebbene la Carta del lavoro ne chiedesse il perfezionamento). Alcune restrizioni dell'accesso alla tutela furono introdotte nel 1935. Le limitazioni alla tutela vanno interpretate nell'ottica dell'approccio politico alla disoccupazione e all'utilizzo delle risorse mobilizzate con la contribuzione (vedi sotto).

#### Sostegno al reddito
Nel 1934 vennero introdotti gli assegni familiari, prima per lavoratori dell’industria poi per impiegati e agricoltori; nel 1936 e 1940 vennero ulteriormente integrati quelli per le famiglie di militari. Gli assegni vennero inizialmente introdotti non come politiche sociali, ma attraverso i contratti collettivi di lavoro, per compensare la riduzione dell'orario settimanale introdotta nel 1934 come misura di contrasto della disoccupazione. Successivamente, le tutele tramite gli assegni vennero ampliate e incluse come politiche sociali indipendenti dai contratti collettivi.
Negli anni 1930 le politiche degli assegni familiari, originariamente introdotti per mitigare la povertà (che era diffusa e si accentuò a causa dei ripetuti tagli ai salari e della grande depressione) vennero più strettamente collegate alle politiche per la natalità. Nel 1939 furono introdotti i premi di nuzialità e maternità.

#### Assistenza sociale

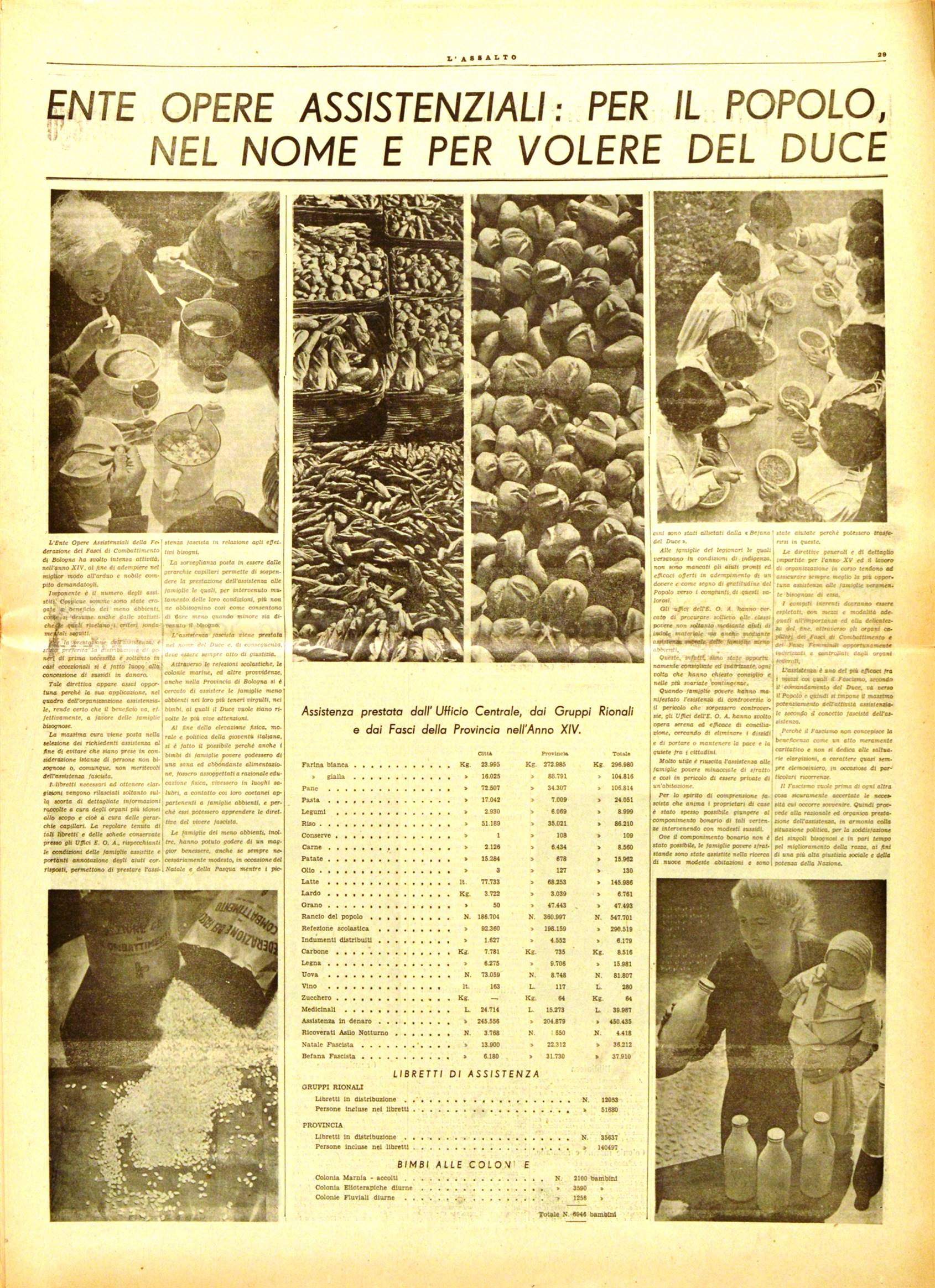
L'Assalto, N. 29 (1936).

Nonostante la crescita della previdenza, l’assistenza sociale tradizionale rimase uno strumento importante di mitigazione della povertà, specialmente durante la grave crisi economica degli anni 1930. L’assistenza ai poveri era infatti separata dal sistema previdenziale per i lavoratori. Le prestazioni consistevano principalmente in buoni per vitto e alloggio. L’assistenza pubblica dal 1931 venne amministrata dall’Ente Opere Assistenziali, emanazione del Partito Fascista. Nel 1937 le sue funzioni vennero assorbite nell’Ente Comunale di Assistenza (ECA), fondato per sostituire le Congregazioni di Carità. Lo stato partecipava al bilancio dell’ECA. Le amministrazioni elettive locali vennero sostituite da nomine centrali: i comitati locali erano controllati dall'amministrazione comunale e dai rappresentanti locali del partito fascista e delle organizzazioni nazionali di assistenza.

#### Sanità
Il settore sanitario era storicamente molto frammentato. Alla fine del secolo precedente, esistevano circa 30.000 enti indipendenti (gli IPAB), alcuni molto piccoli. La loro gestione era spesso opaca, aveva costi molto alti, e si basava in larga misura su beneficenza e lasciti ereditari. Il Governo Crispi (1890) aveva messo mano alla riforme per concentrare gli enti e migliorarne la gestione attraverso il controllo statale.
Il governo fascista dapprima volle continuare simili riforme, quindi cambiò direzione nel quadro di accordi con la Chiesa e il mondo cattolico. Nel 1923 introdusse provvedimenti per estendere ulteriormente il controllo statale e la razionalizzazione degli IPAB. Questi provvedimenti si scontrarono subito con la forte opposizione di ambienti cattolici. Nel 1924 nuovi provvedimenti legislativi alleggerirono le misure di controllo e razionalizzazione degli IPAB. Una sentenza della Cassazione del 1928 rafforzò questa inversione di tendenza, riconoscendo la personalità giuridica (e quindi la capacità di possedere beni) alle confraternite religiose (una riforma del 1866 l’aveva negata). Nel 1929 i Patti Lateranensi produssero un riordino generale delle relazioni Stato-Chiesa ed estesero ulteriori garanzie all'operato di numerosi enti controllati dalla Chiesa, incluso enti di beneficenza. Questi guadagnarono più possibilità di autonomia dallo stato, rispetto alle forti restrizioni imposte in epoca liberale.
Durante il ventennio, prevenzione e assistenza sanitarie continuarono a rimanere separate. La prevenzione era gestita dal Ministero dell’Interno, la cui Direzione della Sanità venne rafforzata dal governo fascista. Tuttavia le autorità statali non avevano un ruolo diretto nella gestione dell'assistenza sanitaria, che era affidata alle casse mutue, salvo quella agli iscritti alle liste dei poveri, che erano sostenuti dai Comuni.
Il sistema mutualistico rimase molto frammentato. Nel 1933 risultavano 1978 casse mutue di malattia nell'industria; sette casse provinciali nell'agricoltura; una cassa nel commercio; 14 casse nei trasporti, 11 casse autonome dei portuali e 5 casse dei telefonici.Solo poco prima della caduta del regime, nel gennaio 1943, fu costituito l'ultimo dei grandi enti sociali del fascismo, l’Istituto Nazionale per l’Assistenza di Malattia (INAM).
Una riforma del servizio ospedaliero pubblico arrivò solo nel 1938 con un Regio Decreto (legge Petragnani) che ordinò i servizi sanitari e del personale sanitario degli ospedali, senza tuttavia cambiare i principi di fondo del sistema.
Vennero estese le campagne antitubercolari e istruita una specifica assicurazione antitubercolare obbligatoria nel 1927.

#### Maternità e infanzia

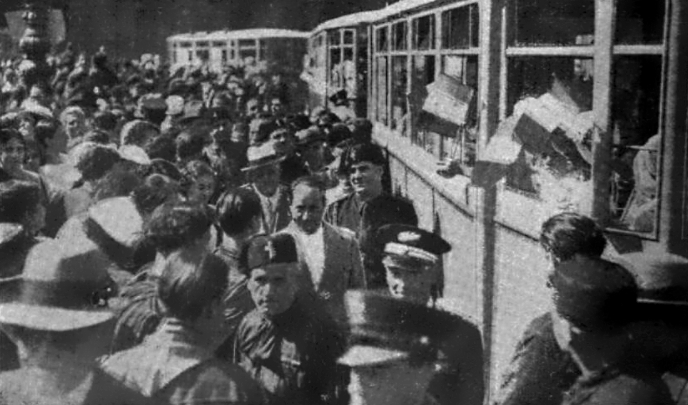
Starace saluta bambini in partenza per colonie dell'O.N.M.I (Annali del Fascismo, luglio 1934)

Nel 1925 venne fondata l’Opera Nazionale per la Protezione della Maternità e dell’Infanzia (ONMI) predisposta alla tutela delle donne incinte, delle madri e dei bambini sino al terzo anno di età, e per curare l’alimentazione, igiene e profilassi legate alla maternità. La legge costitutiva (ampliata nel 1927) fu molto innovativa, perché introdusse una definizione di beneficiari in chiave universalistica. Di particolare rilievo fu il riconoscimento del diritto all'assistenza dei fanciulli abbandonati e delle madri nubili; e la promozione del superamento dei brefotrofi con l’inclusione di queste categorie nell'assistenza generale fornita dall’ONMI.
L'ONMI stabilì per la prima volta un programma di informazione pubblica sulla puericultura che raggiunse sia aree urbane sia rurali. Assisteva in particolare donne non percettrici di reddito e operava tramite consultori e case della madre. L’ONMI assorbì la gestione della Cassa Nazionale Maternità (fondata nel 1911) fino alla metà degli anni 1930 (quando la cassa passò al INFPS). La cassa assisteva le madri operaie, mentre erano escluse lavoratrici del terziario e dell’agricoltura. Una riorganizzazione nel 1933-34 portò l’ONMI sotto stretto controllo da parte del partito fascista.

## Fondamenti politici e informazione pubblica

### Formulazione delle politiche sociali
«Le leggi sociali sono tutte volte allo scopo di difendere il popolo da ogni minaccia fisica e morale, e servono questo scopo con un metodo che può chiamarsi preventivo, non già per zelo di definizione, ma perché sia bene precisata questa caratteristica del Duce; sollecito verso il futuro, ammonitore anziché repressore, spirito schiettamente italiano, educativo, formativo, in virtù di una altissima umanità quale poche volte ha potuto essere riconosciuta a sì alto grado nei grandi condottieri. (…). Tutte queste molteplici realizzazioni e manifestazioni della politica sociale del Fascismo mettono l'Italia al primo posto, fra le nazioni civili del mondo, nell'opera di difesa e di assistenza sociale e costituiscono nel loro insieme una formidabile concreta azione di prevenzione sociale che tende a difendere la sanità fisica del nostro popolo, ad aumentarne l’efficienza produttiva, ad elevarne il livello di vita spirituale.»

— PNF, La politica sociale del fascismo, La Libreria dello Stato, anno XIV dell'E. F. [1936]
Nel 1927 il Gran Consiglio del Fascismo approvò la Carta del Lavoro. Questa rappresenta l’enunciazione programmatica principale del fascismo in campo sociale. Consta di trenta dichiarazioni programmatiche o principi politici.
Le formulazioni politiche fasciste, al cui vertice è la Carta, presentano il progetto di stato sociale come fondato sui principi di collaborazione e solidarietà tra le classi. Questi principi venivano nettamente contrapposti alla lotta di classe che aveva ispirato i movimenti socialisti e che era accusata di fomentare odio sociale; e all'individualismo liberale, ritenuto responsabile di lasciare i lavoratori alla mercé dei capitalisti. Il fascismo proponeva la propria azione in capo sociale come etica ed educativa (in contrapposizione al materialismo), finalizzata al miglioramento della produzione economica e al benessere singolo e collettivo.
Le tutele sociali erano al centro del progetto politico fascista: l’ideologia domandava l’obbedienza dei cittadini allo stato che organizzava tutta la vita politica, economica e sociale della nazione; e assicurava ad essi la soluzione ai conflitti tramite il sistema corporativo, la giustizia sociale e il miglioramento delle condizioni materiali e morali. Il modello sociale ed economico fascista era presentato come radicalmente nuovo e senza eguali nella storia.
La Carta di fatto sanciva a livello di principi la politica sociale centralista e statalista, superando I principi liberali. Tra i suoi principi programmatici, la Carta propose la delega della previdenza ai meccanismi corporative di collaborazione, sotto la supervisione statale; la coordinazione e unificazione del sistema e gli istituti della previdenza; il rafforzamento dell'assicurazione infortuni, dell’assicurazione maternità e quella contro la disoccupazione involontaria; l’introduzione dell’assicurazione delle malattie professionali e della tubercolosi come avviamento all'assicurazione generale contro tutte le malattie; e l'adozione di forme speciali assicurative per giovani lavoratori.
Le leggi del settore si moltiplicarono nel corso degli anni. Per armonizzarle, si considerò l’opportunità di produrre un testo unico del Codice del Lavoro sulla base della Carta. Il progetto venne però abbandonato in sede di preparazione legislativa, per mantenere l’integrità del Codice Civile che venne eventualmente approvato nel 1940.

### Propaganda e mobilitazione di massa

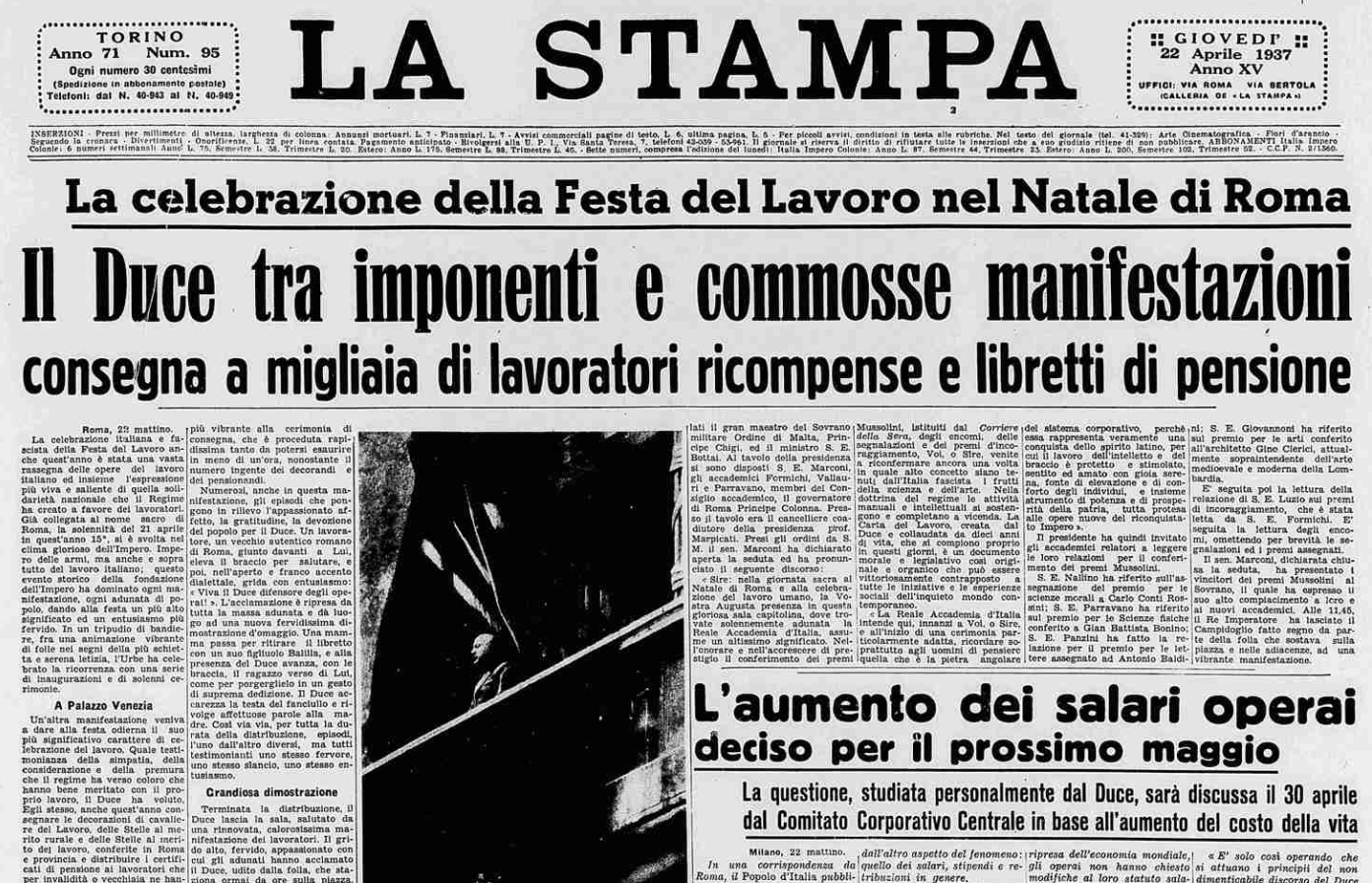
La Stampa 22 aprile 1937

Le politiche sociali furono centrali alla ricerca di sostegno pubblico al regime tramite la sua estesa azione di informazione di massa. La propaganda esaltava le riforme sociali per i loro benefici concreti e le proiettava nell’immaginario collettivo come parte di un progetto unitario di trasformazione della società operata dallo stato totalitario e paternalista.
Tra le attività propagandistiche in tema previdenziale di più alto profilo, venivano organizzate cerimonie, presiedute dal Duce, di attribuzione dei libretti pensione. La propaganda intendeva costruire la percezione pubblica di una concessione paternalistica e benevolmente protettiva del regime, piuttosto che del conseguimento di un diritto e di una prestazione pagata coi contributi.
Alla propaganda si accompagnava una estesa macchina di mobilitazione, attraverso la crescita delle organizzazioni di massa fasciste, che irreggimentavano i cittadini nei gruppi sociali di appartenenza. Tra quelle del settore sociale, l’Opera Nazionale Dopolavoro (OND) si sostituì alle associazioni indipendenti preesistenti (acquisendone spesso beni e sedi): si occupava di organizzare attività sociali per i lavoratori. La popolazione era dunque avvolta da propaganda e mobilitazione in tutti gli ambiti sociali, e mantenuta “in uno stato di mobilitazione emotiva permanente attraverso riti e cerimonie collettive”.

## Effetti delle riforme durante il ventennio

### Contesto economico e sociale
Il ventennio fu un periodo di marcata instabilità economica. Dopo la ripresa post-bellica dei primi anni 1920, nel 1926 il governo promosse una forte rivalutazione della lira che causò una grave deflazione e crisi economica. L‘anno successivo, il governo ne mitigò l’impatto negativo sulle imprese esportatrici tagliando i salari e calmierando i prezzi. Nel 1929 l’Italia venne travolta dalle conseguenze della crisi di Wall Street: fortissimi impatti negativi sulle imprese e l’occupazione si protrassero per anni. La reazione del governo fu simile a quella di altri governi occidentali: salvataggi finanziari e industriali e protezionismo commerciale. La caratteristica italiana fu la misura dell’intervento statale, che fu molto esteso, salvò il sistema finanziario e portò gran parte dell’economia in mano allo stato. Il protezionismo si trasformò successivamente nella politica di autarchia.
La crescita rimase molto bassa per tutti gli anni 1930 a causa delle scelte di politica economica: il dirigismo economico statale; l’autarchia; l’appoggio ai cartelli industriali che limitò la concorrenza interna; le politiche demografiche e agricole che sfavorirono lo sviluppo del meridione.
Le condizioni della popolazione seguirono un andamento analogo. Dopo l’unificazione del paese e durante il periodo liberale, c’era stata una crescita molto rapida degli indicatori socio-economici (che partivano da livelli molto bassi). Durante il ventennio fascista, questo miglioramento delle condizioni di vita proseguì nella sua tendenza positiva di lungo periodo, ma a velocità minore rispetto all'epoca precedente. Aumentarono invece la disuguaglianza di reddito e la differenza di benessere tra nord e sud.

### Spesa pubblica per le politiche sociali

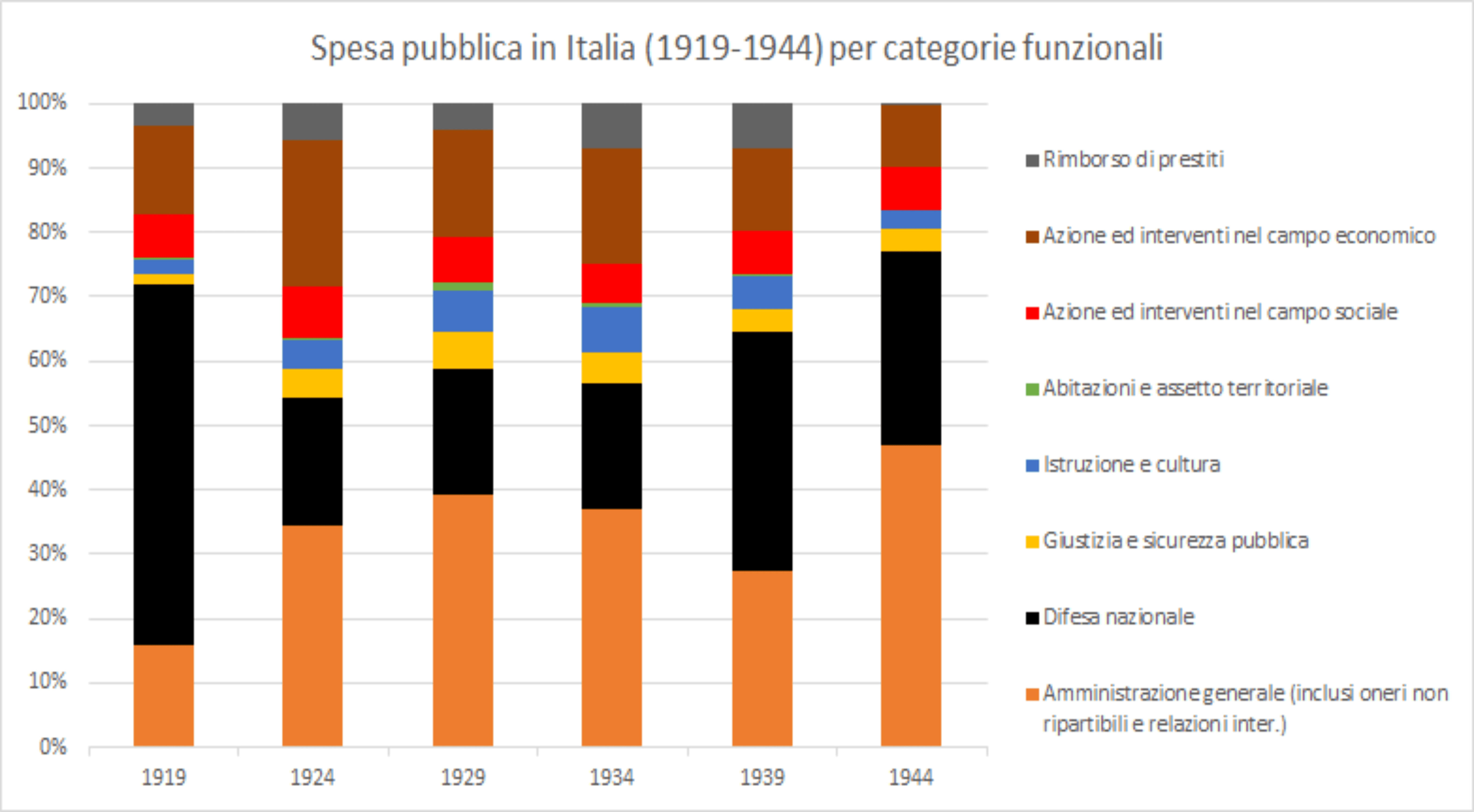

Durante il periodo fascista la spesa per la sicurezza sociale passò dal 4,9% della spesa statale nel 1922 a 7,3% nel 1940. Le contribuzioni statali ai fondi previdenziali erano limitate. La contribuzione statale alle pensioni era il 3% dei contributi totali nel 1935-1940 e aumentò fortemente solo dopo la guerra. Durante il ventennio, le prestazioni previdenziali furono mantenute spesso ben al di sotto dei contributi, in particolar per il fondo disoccupazione, nonostante la disoccupazione dilagante degli anni 1930. Il forte accrescimento delle risorse dell’INFPS fu utilizzato estesamente per politiche non-previdenziali (vedi sotto).
La spesa sanitaria in cifra assoluta aumentò significativamente rispetto agli anni giolittiani, ma ebbe un andamento altalenante, tra lo 0,7% e lo 0,44% della spesa pubblica totale. Di fatto le strutture sanitarie rimasero largamente dipendenti dalle risorse degli enti locali e dalla beneficenza. Inoltre le politiche fiscali restrittive contribuirono ad indebolire le risorse finanziarie degli IPAB, che erano incentivati (come accadde durante l’epoca liberale) a vendere i propri patrimoni immobiliari per acquistare titoli di stato. Questo non aiutò la solidità economica degli IPAB che furono pesantemente colpiti dal crollo del valore dei titoli di stato durante la guerra.
La costituzione dell’OMNI, istituzione di altissimo profilo sociale per il governo, prevedeva un misto tra sostengo statale, volontarismo e beneficenza privata. L’opera ricevette finanziamenti crescenti dallo stato, sebbene le donazioni private avevano un peso di misura paragonabile a quello statale. Questo svantaggiò le aree più povere del paese.

### Consolidamento delle istituzioni statali
Le riforme estesero e consolidarono l’apparato pubblico di gestione dello stato sociale. La costituzione dell’INA nel 1912 e il suo successivo rafforzamento da parte del governo Nitti avevano introdotto l’uso di enti parastatali come strategia di gestione pubblica di stampo liberale. Il governo fascista ampliò la strategia, attraverso un complesso processo di innovazione ed estensione dei mandati istituzionali degli enti, e di riorganizzazione e crescita delle loro strutture. Invece di un'impostazione liberale (organismi snelli con caratteristiche private), esso perseguì una progressiva integrazione delle loro funzioni nel sistema statale, e nel caso di enti assistenziali, talora un diretto collegamento al Partito Fascista. Questa strategia fu una delle politiche chiave per estendere l’intervento statale in molti settori della vita pubblica e privata,attraverso lo sviluppo di grandi enti centrali con una forte rete periferica, oppure attraverso la proliferazione di enti di categoria, in risposta ad interessi particolari. In campo previdenziale, l'INFAIL (ex CNI), insieme all'INFPS (ex CNAS) e all'INA, divennero le istituzioni fondamentali del sistema sociale statale. Nel settore sanitario invece il consolidamento delle tutele in istituti centrali non procedette con la medesima efficacia e non si superò la frammentazione di origine.

#### L'Istituto Nazionale Fascista della Previdenza Sociale (INFPS)

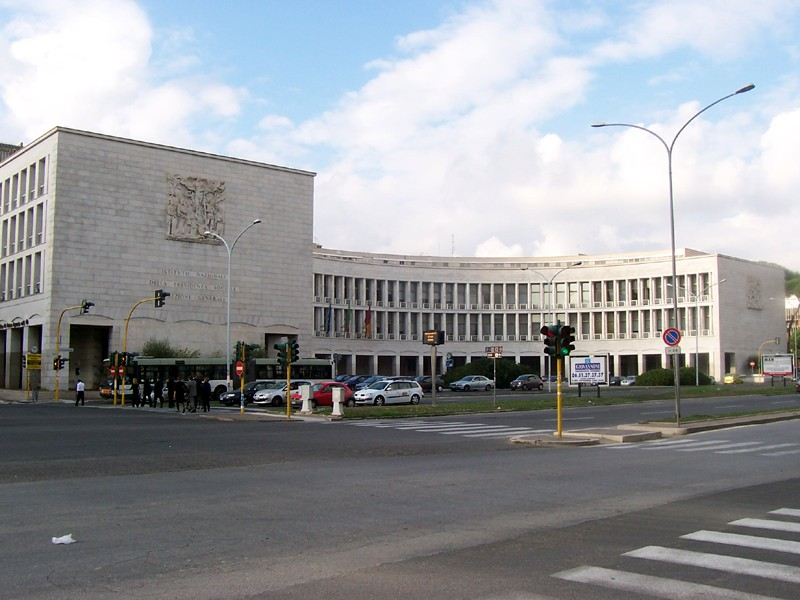
Il palazzo dell'INPS all'EUR, progettato nel 1938.

L'evoluzione dell'ente previdenziale da CNAS a INFPS ebbe implicazioni molto estese. La CNAS era nata (1919) come ente finanziario, di struttura leggera, incaricato della gestione delle assicurazioni previdenziali in sostanziale autonomia dalla politica. L'impostazione rispecchiava la cultura liberale dell’epoca. Con la crescita delle competenze determinate dalle nuove leggi in materia di previdenza introdotte a partire dal 1923, crebbe anche la struttura della cassa. La crescita fu inizialmente disordinata e sempre più diretta dal governo, che limitò progressivamente l’autonomia direzionale della cassa e ne determinò direttamente le scelte di gestione delle risorse economiche. Il governo diresse investimenti finanziari in imprese pubbliche, e concessioni di mutui ipotecari a privati. La Cassa divenne in pochi anni un ente di grandi dimensioni, con un'estesa rete periferica, forte burocratizzazione e una complessa e poco efficiente organizzazione interna.
Nel 1933 la Cassa venne trasformata in l’Istituto Nazionale Fascista della Previdenza Sociale (INFPS). La riforma sancì una pietra miliare nella trasformazione da ente finanziario a istituto pubblico, al centro del nascente sistema previdenziale di stato. Questo processo venne consolidato nel 1935, quando una riforma organica coinvolse l’Istituto e il settore previdenziale nel suo complesso. La riforma rafforzò il carattere di ente pubblico dell’INFPS, la sua organizzazione rigidamente burocratica e le sue funzioni fortemente regolamentate, analogamente all'amministrazione pubblica. L’INFPS divenne il più grande ente pubblico per numero di personale, controllato in misura crescente nel tempo da personale direttivo vicino al partito fascista. Sviluppò una estesa rete di uffici locali, che operava non solo in campo previdenziale, ma mediava un ampio ventaglio di richieste e interventi economici.

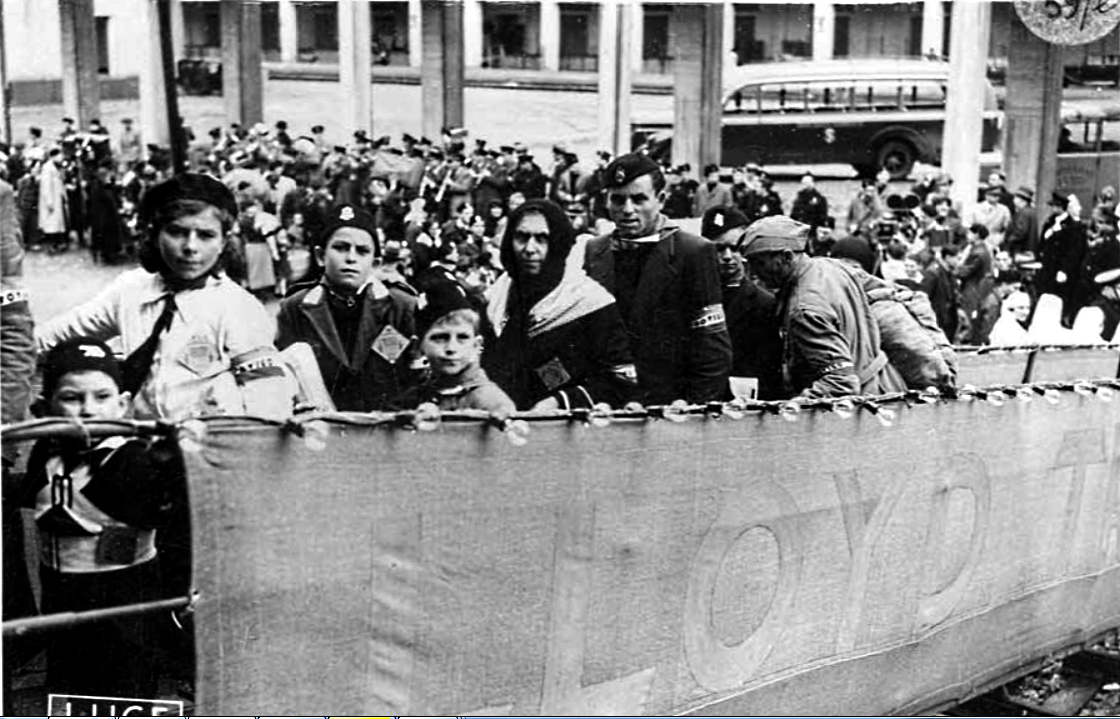
Imbarco di 20.000 coloni per la Libia (Genova, 1938)

L’INFPS divenne una fonte di ingenti risorse finanziarie per scopi economici più ampi della previdenza, “l’ente-tesoriere del regime”. L’accentramento della previdenza nell’INFPS e l’estensione delle tutele permise all'istituto di accrescere le proprie risorse finanziarie. Nel contempo la normativa allargò notevolmente il ruolo economico dell’INFPS oltre la previdenza. Le attività extra-previdenziali (determinate strutturalmente o sotto spinte politiche particolari) erano molto diversificate: oltre la menzionata partecipazione nel capitale di enti pubblici, l’INFPS operava ospedali e altre strutture sanitarie, finanziava lavori pubblici e formazione professionale, sosteneva l’emigrazione coloniale e finanziava lavori pubblici agricoli nei territori coloniali.
Alla fine degli anni ‘30 l’Istituto lamentava un abbassamento della propria rendita a causa della politica di investimenti dettata dal governo. La situazione divenne successivamente più critica a causa del conflitto e della crescita dell’apparato burocratico.

### Estensione delle coperture previdenziali

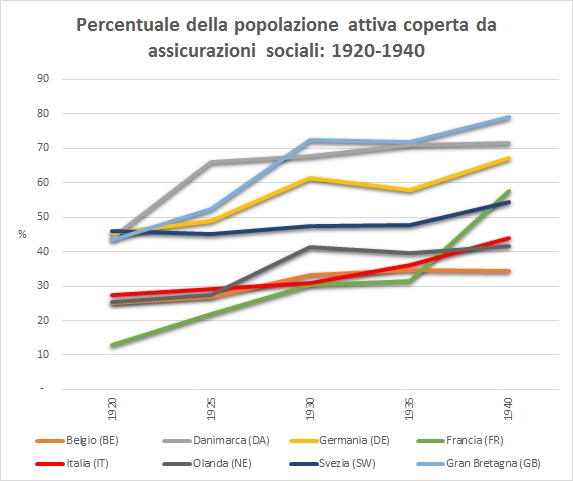
Crescita della copertura delle assicurazioni sociali in selezionati paesi Europei (1920-1940). Fonte dati: Alber

Il rafforzamento generale delle istituzioni dello stato sociale produsse un significativo aumento della partecipazione della popolazione nelle tutele assicurative pubbliche. Il numero delle pensioni di vecchiaia passò da 24,000 (0.06% della popolazione) nel 1922 a 304,000 (0.7% dell popolazione) nel 1940. La copertura dell'assicurazione contro la disoccupazione, istituita nel 1919, raggiunse il 37% della forza lavoro nel 1940. La copertura delle assicurazioni contro le malattie passò dal 6% del 1925 al 47% del 1940.

### Mitigazione della crisi economica e della disoccupazione

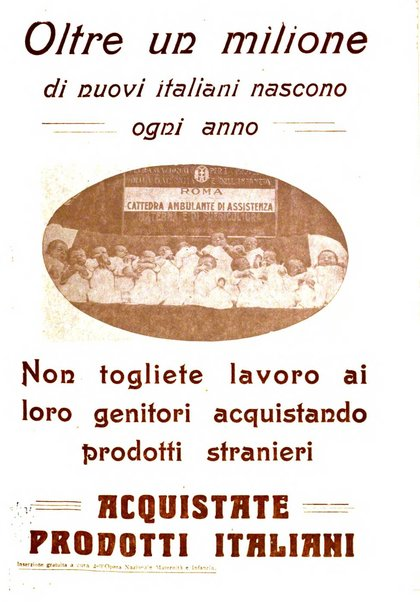
Campagna di informazione ONMI, 1932.

Le crisi economiche del 1926 e del 1929 provocarono ondate di forte disoccupazione. Le statistiche ufficiali mostrano un tasso di disoccupazione del 15% nel 1933, ma non sono considerate attendibili perché escludevano le donne e i pensionati. Il governo fascista sulla disoccupazione si mosse in controtendenza rispetto alle altre assicurazioni previdenziali, ovvero in direzione spesso restrittiva. Dopo le menzionate restrizioni del 1923, riforme successive restrinsero i criteri di accesso ai benefici, aumentarono i contributi e centralizzarono la gestione del fondo disoccupazione nell’INFPS, limitando fortemente l’erogazione dei benefici anche durante i picchi di disoccupazione. Il fondo contribuì piuttosto a finanziare l’ampio mandato dell’INFPS ben oltre le prestazioni previdenziali.
Questa politica, combinata con la forte pressione sui salari fino alla metà degli anni trenta, rappresentò una politica economica interventista che di fatto mirava a gestire la disoccupazione attraverso investimenti pubblici (come le bonifiche), emigrazione verso le colonie e contrasto alla migrazioni interna dalle campagne alle città. L'approccio era in linea con le idee sulla disoccupazione e le politiche dell’epoca liberale.
Il sistema locale assistenziale era preposto al sostegno delle categorie più deboli. Tuttavia nonostante la capillarità della rete, le risorse assistenziali distribuite rimasero molto limitate.
Se la protezione per chi perdeva il lavoro era dunque molto limitata, gli assegni familiari produssero un contributo significativo per chi aveva il lavoro e furono una delle prestazioni previdenziali applicate meno restrittivamente per gli assicurati.

### Evoluzione del settore sanitario e della salute pubblica

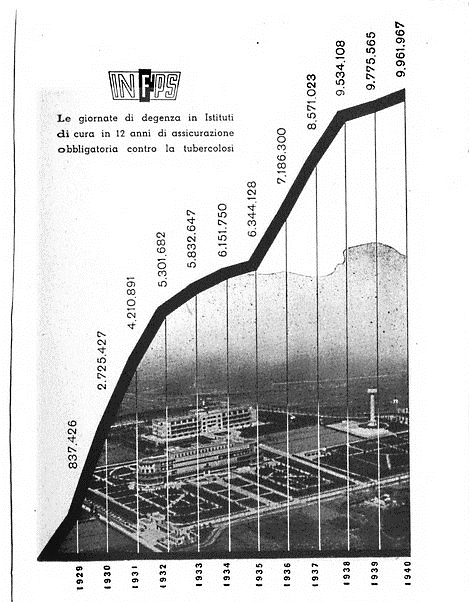
Difesa sociale - Rivista di igiene, previdenza ed assistenza (1941).

La sanità pubblica si evolse in maniera contraddittoria: ci furono investimenti e spinte riformiste ed innovatrici in alcuni aspetti, ma non si riuscì a intraprendere una riforma organica e modernizzazione di ampio respiro. Non ci fu consolidamento delle tutele e servizi sociali, ma una tendenza opposta. Diverse politiche contribuirono a questo risultato. Come menzionato sopra, in epoca fascista il processo storico di razionalizzazione degli enti ospedalieri rallentò e si disperse. Perdurò la grande frammentazione della loro gestione: gli ospedali erano gestiti da una pletora di organizzazioni (enti locali, enti statali, Santa Sede, congregazioni religiose, casse mutue, privati, ecc.). Il mandato degli IPAB non venne portato al passo dei tempi e del progresso scientifico, ma rimase confuso con la beneficenza tradizionale, che continuava a rappresentare una fonte importante di finanziamento. La loro solidità economica venne influenzata negativamente dalle politiche fiscali (vedi sopra).
Il fatto che l’amministrazione centrale della sanità rimase col Ministero dell’Interno segnala la continuità con le politiche ottocentesche: i servizi sanitari erano visti come uno strumento di controllo sociale più che di tutela universale per i cittadini. Nel contempo proliferarono e crebbero gli enti sociali parastatali che avevano un ruolo nella sanità (INFPS, ONMI, INFAIL, consorzi provinciali antitubercolari, i comitati provinciali antimalarici, etc.), spesso poco coordinati tra loro. L’approccio corporativo (per il quale ogni categoria aveva la sua cassa mutua) fu un ulteriore fattore di frammentazione (gestione particolarista e non universale). La copertura previdenziale divenne più estesa, ma il sistema rimase disperso tra migliaia di casse mutue. La copertura sanitaria mutualistica copriva circa un terzo della popolazione. Verso la fine della guerra vennero coperti anche i dipendenti statali e degli enti locali. L’assicurazione obbligatoria contro la TBC (gestita dall'INFPS) copriva tutti i lavoratori dipendenti del settore privato ad eccezione degli impiegati con reddito superiore a 800 lire al mese.
Questo insieme di fattori ostacolò la crescita di un sistema sanitario nazionale e l’efficienza dei servizi: alimentò invece una generale frammentazione della sanità, ed una forte differenza di risorse e prestazioni in base al reddito e fra zone ricche e povere del paese.
In questa realtà, il caso dell’ONMI fu una eccezione importante: il suo mandato per la protezione della maternità e prima infanzia rappresenta il primo tentativo di stabilire in Italia un servizio completo di assistenza prenatale, sanitaria, sociale, ed educativa per le madri e i bambini, integrato e coordinato centralmente. La legge costitutiva dell’ONMI allargò in direzione universale i beneficiari di assistenza e promosse una forte modernizzazione dei principi e metodi dell’assistenza alla maternità ed infanzia, in particolare per le donne e l’infanzia più marginalizzate. Un programma di edilizia sanitaria moltiplicò il numero di ambulatori ostetrici e di maternità presenti sul territorio. Tuttavia, l'effettiva capacità dell’organizzazione rimase limitata dalle risorse.
Nel contempo, il progresso delle scienze mediche e delle condizioni di igiene contribuirono in senso positivo alle condizioni sanitarie generali.
Il tasso di mortalità infantile sotto i 5 anni passò da 225/1000 nel 1919 a 142/1000 nel 1940 (parte di un più lungo declino storico in cui l’Italia, nel corso del ‘900, recuperò una forte condizione di arretratezza di partenza rispetto ad altri paesi europei).

## Valutazioni storiche
La valutazione storica delle politiche sociali fasciste è controversa, presa tra prospettive contrapposte. La retorica fascista ne ha amplificato eccessivamente le realizzazioni. Storici liberali si sono concentrati sui fini politici di controllo sociale perseguiti tramite le politiche, trascurandone le realizzazioni concrete. Storici marxisti hanno posto l'enfasi sull'influenza reazionaria capitalista sulle politiche fasciste. Talora queste prospettive non hanno favorito una valutazione delle politiche sociali rispetto agli stessi obiettivi politici che il regime fascista aveva stabilito ed alla visione sociale che esso promosse.
La storiografia più recente del fascismo tende a superare gli schemi ideologici e ad approfondire lo studio concreto della realtà storica, per capire come l’intreccio complesso di idee e azioni abbia prodotto i cambiamenti politici e sociali. Una prospettiva storica di lungo periodo, concentrata sui fatti, può permettere di valutare il ruolo dell’epoca fascista nel consolidamento ed espansione dello stato sociale italiano, fondato in epoca precedente.

### Politiche sociali e controllo sociale

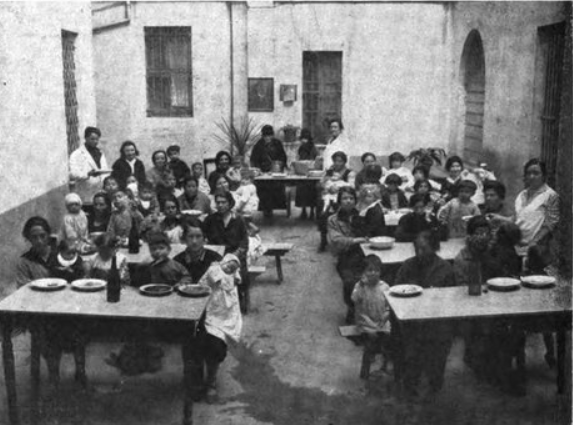
Refettorio per madri a Roma. ONMI, 1929.

In un contesto di cancellazione dei diritti politici, lo stato sociale divenne uno strumento per alimentare il supporto al regime totalitario. Esso erose le associazioni mutualistiche, eliminò il sindacalismo non fascista, e sviluppò le istituzioni statali, elementi dello stato corporativo presidiato dal partito ad ogni livello. Le istruzioni statali vennero rafforzate a livello centrale e estese a livello locale. La capillare rete assistenziale sottoposta alla vigilanza delle autorità locali e del partito fascista era uno strumento di controllo sociale e di gestione clientelare.
Il sistema previdenziale ed assistenziale divenne esteso e complicato. Il regime controllava l’accesso alle prestazioni di assistenza e previdenza nelle strutture pubbliche centrali e locali. Il controllo da parte delle autorità statale delle prestazioni sociali è comune; la particolarità del periodo fu che il partito fascista, identificato con lo stato, controllava capillarmente l'accesso alle prestazioni da parte dei cittadini, senza che essi avessero strumenti politici di partecipazione e controllo.
I meccanismi di controllo erano molteplici, alcuni palesemente regolamentati, altri più sottili e non scritti. La maggior parte delle prestazioni erano legate all'impiego, su cui il partito deteneva un forte controllo. Negli anni 1930 l’inscrizione al partito unico era obbligatoria per accedere all’impiego pubblico.
Il sostegno al reddito era molto importante per una grossa fetta della popolazione durante gli anni 1930, a causa della dilagante disoccupazione. La concessione dei sussidi di disoccupazione richiedeva la presentazione di una domanda i cui moduli erano disponibili solo presso le organizzazioni fasciste locali; il beneficio poi dipendeva dal vaglio da parte di una commissione locale in cui sedevano rappresentanti del partito fascista.
«D. Chi sono le Visitatrici fasciste?
R. Sono donne fasciste di particolare attitudine, che in ciascun settore, e nucleo del Fascio di combattimento a cui appartengono, visitano le famiglie bisognose a scopo di assistenza morale e materiale, con speciale cura per ciò che riguarda la maternità ed infanzia, riferendo periodicamente alla Segretaria del Fascio dalla quale dipendono.»

— Partito nazionale fascista.  Fascista. Il primo libro del fascista.  Anno XVI dell'E.F. 1937-1938
Di fatto, l'erogazione dei sussidi di disoccupazione previsti dalla previdenza assicurativa (che erano più regolamentati e meno discrezionali dell'assistenza) fu ristretta, e l'assistenza era applicata più ampiamente. L'assistenza era gestita dall'Ente Opere Assistenziali (e poi dall'ECA) i cui uffici mantenevano liste di cittadini disoccupati. I comitati locali, dove sedevano i rappresentanti del partito, autorizzavano e gestivano l'assistenza e monitoravano gli assistiti. "I benefici c’erano, ma palesemente poteva goderne soltanto chi si conformava alle regole dettate dal fascismo.
Anche le prestazioni assicurative avevano spazio per interventi discrezionali nelle pieghe dell'amministrazione. Per esempio, l’assegnazione di pensioni di invalidità non era strettamente regolamentata, ma dipendeva in buona misura dalla discrezionalità dei funzionari dell'INFPS (il cui personale era ampiamente controllato al partito) e quindi influenzabile da raccomandazioni esterne. Le pensioni di invalidità crebbero velocemente, e più nel meridione che altrove; sorpassarono quelle di vecchiaia alla fine degli anni ‘30, stabilendo un fenomeno destinato a durare per decenni.
Una più sottile gestione del consenso sociale fu la moltiplicazione delle assicurazioni sociali e la differenziazione di trattamento in base a categorie occupazionali: questa frammentazione era parte di una “oculata strategia di divide et impera”: Il regime preferiva negoziare tutele e benefici con categorie occupazionali, cercando il consenso di interessi particolari, piuttosto che attraverso meccanismi generali e principi universali. Per esempio, gli impiegati del settore pubblico e privato (una classe fondamentale al sostegno sociale al regime) ricevevano benefici previdenziali sensibilmente maggiori e pagavano contributi minori rispetto agli operai. Le politiche sociali creavano dunque nuove gerarchie sociali che irreggimentavano i cittadini e davano loro la chiara percezione dell'utilità pratica del sostegno al regime. Questa strategia generava una frammentazione degli interessi sociali che proteggeva il regime da rivendicazioni collettive. Tale strategia era in contrasto con il valore di solidarietà sociale proclamato dal regime come fondamento delle sue politiche sociali.

### Stato sociale come strumento dello stato totalitario
«La giustizia sociale (…) è un valore del tutto nuovo. Essa non sostituisce, ma integra, principi già acquisiti, quali: l’unità morale, politica ed economica della Nazione, che si realizza integralmente nello Stato fascista; l’unità del complesso della produzione dal punto di vista nazionale; la potenza nazionale, obbiettivo dell’attività produttiva; la solidarietà delle classi; la subordinazione degli interessi particolari agli interessi superiori della produzione; l’efficacia e l’utilità dell’iniziativa privata; la responsabilità del datore di lavoro nella direzione interna dell’impresa e di fronte allo Stato; la partecipazione attiva del lavoratore all'impresa economica. (…) All'interpretazione puramente produttivistica del sistema corporativo la formula [della giustizia sociale] conferisce un carattere più umano»

— G. Bottai, Giustizia sociale corporativa, in “Critica Fascista”, n. 20, 15 ottobre 1934, pp. 381-383.
La storiografia più recente del fascismo si concentra sullo studio approfondito delle esperienze concrete, piuttosto che sulle interpretazioni ideologiche e politiche generali. Per essa è importante studiare in dettaglio le misure sociali ed economiche, le riforme istituzionali e la diffusione delle idee nella popolazione. Questo permette di comprendere come il movimento ed il regime fascisti gestirono e canalizzarono le tensioni sociali che si accentuarono dopo la prima guerra mondiale, con la nascita della società di massa.
Per raggiungere i propri fini politici, il regime estese l’intervento statale, rafforzò il controllo sociale, smantellò i diritti politici e sacralizzò i rituali della politica. Organizzare e plasmare le masse erano la preoccupazione principale del regime, che a questo scopo si appropriò delle istituzioni preesistenti e moltiplicò le braccia tentacolari dello stato. Esso voleva che il cittadino, partecipando nel sistema, venisse educato ad identificarsi con la comunità di massa, che lo Stato integrava organicamente. Molti videro in questa visione la capacità del fascismo di dare risposte ai conflitti politici dell’epoca, produrre una nuova civiltà ed una rinnovata grandezza nazionale.
Indubbiamente, il regime produsse benefici materiali per i lavoratori tramite le politiche sociali e quelle del lavoro. Il sindacalismo fascista ne traeva orgoglio e la propaganda amplificava il messaggio e il coinvolgimento emotivo delle masse. Le conquiste ebbero però un prezzo politico ed economico per i lavoratori: la perdita di libertà sindacale, relazioni industriali rigide e autoritarie, e per molti lavoratori (a seconda dei settori e del periodo) un abbassamento dei salari reali. La dittatura usava dunque sindacati e politiche sociali per il controllo dei lavoratori e delle loro rivendicazioni.

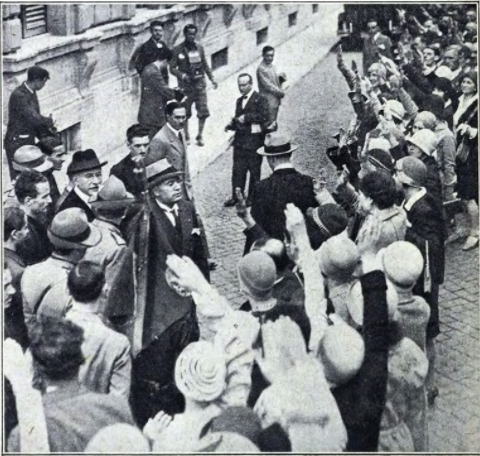
Dopolavoratrici dell'Arsenale rendono omaggio al Duce, Pola, 1930.

I cittadini erano irreggimentati nelle strutture corporative di un sistema dove la rappresentazione politica era sostituita da quella degli interessi. Categorie ed interessi erano gestiti dai numerosi enti in cui si era suddiviso lo stato. La complessa macchina dell’amministrazione dei benefici sociali, unitamente a quelle della repressione politica e della mobilitazione e propaganda, inquadravano la popolazione.
Così facendo, il sistema intendeva assorbire la dimensione individuale (i diritti, le libere scelte, le organizzazioni indipendenti, le risorse economiche) nella dimensione pubblica (lo stato totalitario identificato nella dittatura personale e nel partito unico), per produrre crescita e grandezza nazionali, la conquista ed eventualmente la preparazione alla guerra.
Il fascismo presentava la propria visione totalitaria dello sviluppo socio-economico come più efficace di quella delle democrazie liberali, specie per affrontare i colpi sociali della crisi economica degli anni 1930. Tuttavia l’Italia non raggiunse i livelli di crescita simili a quelli di altri paesi democratici durante la stessa epoca, e eventualmente nemmeno la loro capacità di mobilitazione sociale ed economica per la guerra.

### Consolidamento dello stato sociale e eredità dell'epoca fascista
Le riforme sociali fasciste vanno inquadrate in una prospettiva di lungo periodo: quella della crescita dello stato sociale avvenuta nel corso di molti decenni, stimolata dalla graduale estensione della partecipazione pubblica nella vita politica, dall’industrializzazione, da grandi crisi economiche e profonde trasformazioni sociali. Nel mondo occidentale la velocità di sviluppo dello stato sociale e la sua organizzazione hanno mostrato differenze nazionali, pur in un certo grado di similitudine generale. Le basi dello stato sociale vennero gettate tra fine dell’800 e primi del 900; esso si consolidò dopo il primo conflitto mondiale e sotto l’impulso della grave crisi del 1929. Lo stato sociale continuò a crescere fino alle prime crisi fiscali degli anni 1980.
Studiando le fasi iniziali, affiora una certa evidenza che stati europei autoritari furono mediamente più precoci di stati democratici: essi rafforzarono le politiche sociali nel tentativo di prevenire la radicalizzazione dei lavoratori, che era alimentata dall’industrializzazione e dal cambiamento sociale di quell'epoca. In altri paesi, le complesse dinamiche politiche di stati democratici o minori capacità amministrative furono cause di rallentamento della crescita dello stato sociale.
Gli anni 1920 e 1930 furono un'epoca di crescita dello stato sociale in molti paesi, democratici o totalitari. È questo il caso ad esempio degli Stati Uniti con le politiche del New Deal che seguirono la crisi economica del 1929; in Germania con la crescita dello stato sociale nazista sui fondamenti costruiti dal Governo di Bismarck alla fine dell’800; in Svezia, con lo sviluppo delle politiche sociali di ispirazione socialdemocratica; in Gran Bretagna, con l’estensione di assicurazioni universaliste.
In Italia, lo studio della storia dello stato sociale mostra più una continuità che una discontinuità tra l’epoca fascista e l’epoca precedente. Molti fattori hanno sospinto la lenta e complessa storia dello stato sociale, tra graduale evoluzione ed innovazioni: le direttive politiche che si sono succedute, l’azione di mediazione e stabilizzazione dell’amministrazione pubblica, le crescenti domande sociali e le crisi economiche. In una prospettiva di lungo periodo, le riforme fasciste rappresentarono dunque la fase di consolidamento nella più lunga evoluzione dello stato sociale italiano. Il regime promosse con le sue politiche sociali la crescita del ruolo dello stato nell’economia e nella società. Un complesso intreccio di cause nazionali e globali contribuirono a dare impulso a questo processo, incluso le conseguenze delle politiche economiche nazionali e la grande depressione del 1929-1935.
Sebbene fattori nazionali ed economici furono le cause principali delle riforme sociali italiane dell’epoca, queste non furono intraprese in isolamento. Negli anni 1920-1930 in Italia si studiavano attentamente le analoghe riforme sociali di altri paesi. L’Italia partecipava attivamente ai lavori e all'adozione di standard dell’Organizzazione Internazionale del Lavoro, in cui godeva rispetto (vi riceveva anche critiche e proteste per la partecipazione dei sindacati fascisti e la trasformazione autoritaria del regime - la partecipazione si interruppe nel 1937 quando l‘Italia uscì della Lega delle Nazioni). Di converso, le riforme italiane dell'epoca e più in generale il modello corporativo fascista (in cui propaganda e realtà spesso divergevano) ricevettero molta attenzione internazionale negli anni 1930.
Facendo un bilancio storico in Italia, le riforme del periodo rafforzarono il sistema dello stato sociale nel suo insieme, estendendo le tutele e l’apparato pubblico per operarle. Esse ne consolidarono anche il carattere fondamentalmente occupazionale (cioè il fatto che le tutele non erano legate al riconoscimento di diritti universali, ma alle attività lavorative); la sua frammentazione in numerose categorie; e la diffusione di pratiche clientelari. Istituzioni e tendenze dello stato sociale italiano, nate in epoca liberale e consolidate in epoca fascista, ne influenzarono gli sviluppi per i decenni a venire. Il carattere occupazionale e particolaristico, e la relazione clientelare tra stato sociale e politica perdurarono anche nel dopoguerra, quando le tutele e le risorse si ampliarono marcatamente. Questi fattori storici e sociali sono all’origine di importanti differenze tra le tutele sociali italiane e quelle di altri paesi europei: tra di esse, lo sbilanciamento delle tutele verso la vecchiaia piuttosto che verso i giovani; e le limitazioni nelle tutele universali.